# Wohn- und Wirtschaftsgebäude Zevener Straße 8

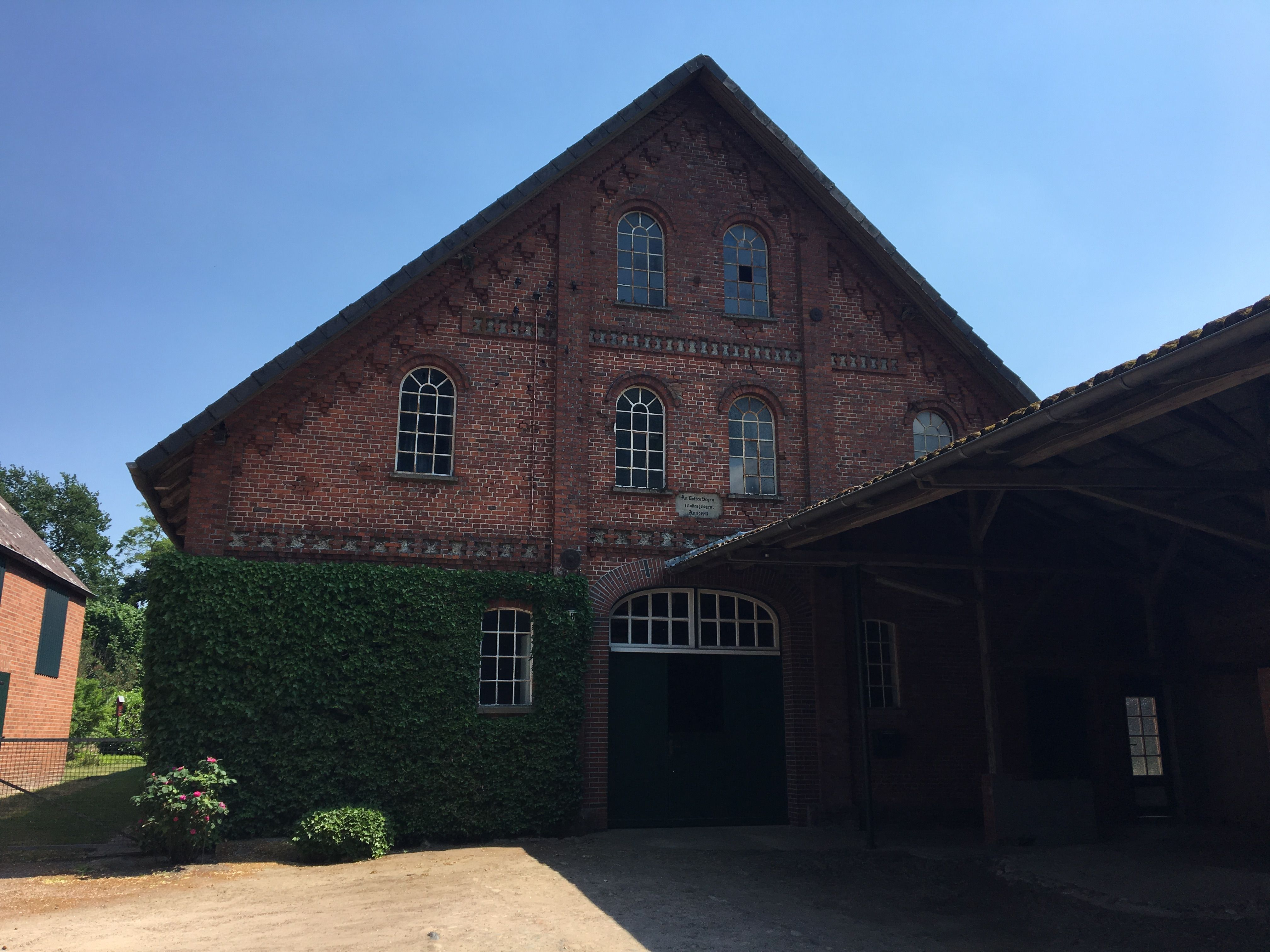
Westgiebel mit Inschrifttafel (2018)

Das Wohn- und Wirtschaftsgebäude Zevener Straße 8 in der niedersächsischen Gemeinde Gnarrenburg, Ortsteil Glinstedt, wurde im ersten Drittel des 20. Jahrhunderts gebaut. Aktuell (2025) wird es gewerblich und wohl zum Wohnen genutzt.
Das Gebäude steht unter Denkmalschutz (siehe auch Liste der Baudenkmale in Gnarrenburg).

## Geschichte und Beschreibung
Glinstedt wurde erstmals im 13. Jahrhundert erwähnt. Es liegt fünf Kilometer südöstlich des Kernortes Gnarrenburg und gehört zum Landkreis Rotenburg (Wümme). 
Das eingeschossige traufständige Gebäude als Hallenhaus in Backstein mit ziegelgedecktem Satteldach und Grooter Door mit Segmentbogen, wurde laut Inschrifttafel am Westgiebel 1919 gebaut. Der Wirtschaftsgiebel wurde aufwändig mit Putz- und Backsteingliederungen als Trauf-, Gurtgesims, Rahmungen der rundbogigen Fenster und Lisenen gestaltet.
Das Landesdenkmalamt befand u. a.: „… ortsgeschichtlicher, gebäudetypischer, straßen- und hofbildprägender Zeugniswert ….“